# Mauro Navas
Mauro Esteban Navas (Lomas de Zamora, 20 ottobre 1974) è un allenatore di calcio ed ex calciatore argentino, di ruolo difensore.

## Carriera

### Club
Ha militato in numerose squadre sia in Argentina che in Europa: tra esse il Banfield, il Racing Club de Avellaneda, l'Udinese e l'Espanyol. Nel 2005 fu acquistato dal Napoli da Pierpaolo Marino, giocatore che lo aveva portato all'Udinese nell'estate del 1998, poi ritornò in patria dopo appena una settimana di ritiro con la maglia azzurra.
Si è ritirato nel 2008.

### Allenatore
Subentra il 22 marzo 2010 a Fernando Gamboa sulla panchina del Chacarita Juniors.
Lascia l'incarico dopo neanche un mese, il 19 aprile, venendo sostituito da Luis Marabotto.

## Palmarès

### Giocatore

#### Competizioni nazionali
- Coppa di Spagna: 1

Espanyol: 1999-2000